# Tamás Ildikó
Tamás Ildikó a Magyar Tudományos Akadémia Bölcsészettudományi Kutatóközpont Néprajztudományi Intézet tudományos főmunkatársa. Kutatási területei: online kommunikáció,szövegfolklorisztika, nyelvészet, a számi jojkák (népdalok) interdiszciplináris vizsgálata, halandzsa és „nonszensz" a népköltészetben, prozódiai elemzések (szöveg és dallam kapcsolata a népdalban). Rendszeresen fordít számi szépirodalmat.

## Egyetemi tanulmányok, végzettség
- 1998 Finnugor nyelvész előadói diploma, József Attila Tudományegyetem (Szegedi Tudományegyetem) Finnugor szak
- 2001 Olasz nyelv és irodalom tanára, JATE Olasz nyelv- és irodalom szak
- 1998 Finn nyelv és irodalom, Jyväskylän Yliopisto, Finnország
- 1998 99 Uráli nyelvészet PhD-képzés, JATE BTK Nyelvtudományi Doktori Iskola
- 1999 2001 Uráli népek folklórja és irodalma PhD-képzés, ELTE Bölcsészettudományi Kar Irodalomtudományok Doktori Iskola
- 2011 Néprajz, Pécsi TudományegyetemBTK Néprajz Kulturális Antropológia szak

## Díjak, kitüntetések, ösztöndíjak
- 1996-97 Köztársasági ösztöndíj
- 1997 MÖB-ösztöndíj, Jyväskyläi egyetem (Finnország)
- 2012 Finnugor díj Vértes Edit emlékére
- 2021 Jelismervény (a Magyar Szemiotikai Társaság díja)

## Munkahelyek
- 2003-2005 MTA Nyelvtudományi Intézet (tudományos segédmunkatárs)
- 2009-2011 MTA Zenetudományi Intézet (külső munkatárs, szerződés nélkül)
- 2011-2012 KRE-BTK Kommunikáció szak (egyetemi adjunktus)
- 2012- MTA BTK Néprajztudományi Intézet

## Publikációk

### Önálló kötet
- 2007 Tűzön át, jégen át. A sarkvidéki nomád lappok énekhagyománya. Budapest, Napkút kiadó
- "Így él bennem". Szomjas-Schiffert György (1910-2004); szerk. Tamás Ildikó; Cédrus Művészeti Alapítvány–Napkút , Bp., 2013

### Tanulmányok
- 2001a Jojka – Európa legősibb hírmondója. Néprajz és Nyelvtudomány 41/2. 295–306.
- 2001b A számi irodalmi nyelvek kialakulásáról és fejlődéséről. In Maticsák Sándor – Zaicz Gábor – Tuomo Lahdelma (szerk.): Ünnepi könyv Keresztes László tiszteletére / Folia Uralica Debreceniensia 8. Debrecen – Jyväskylä, 619-628.
- 2003a A norvég-lapp melléknevek morfológiai és szintaktikai viselkedéséről. In Zaicz Gábor – Molnár Zoltán (szerk.): Ünnepi könyv Csúcs Sándor tiszteletére. Permistica et Uralica. /FUP 1./ Piliscsaba, 245-254.
- 2003b Szöveghelyettesítő-, kitöltő és kiegészítő panelek használata lapp jojkaszövegekben. Nyelvtudományi Közlemények 100. 301-313.
- 2003c A lulei, norvég és inari lapp területek jojkahagyománya. Disszertáció. Budapest, ELTE BTK Irodalomtudományi Doktori Iskola / Uráli népek folklórja és irodalma.
- 2006a The Lule Sámi vocalism. Nyelvtudományi Közlemények 103. 7-25.
- 2006b a-tól f-ig terjedő szócikkek. In Zaicz Gábor (főszerk.): Etimológiai szótár: magyar szavak és toldalékok eredete. Budapest, Tinta Könyvkiadó, 1-239.
- 2009 Regionalizmusok és etnikai jellegzetességek a lapp mesekincsben. In Gazda József Peti Botond Szabó Etelka: Jelek térben és időben. Sepsiszentgyörgy, KCsSKE, 91-101.
- 2013 "Few words are sung in it". Questions of Methodology in Studying Sami Yoik Texts. In Kajsa Andersson (szerk.): L'Image du Sápmi 2. 436–460. Örebro, Humanistic Studies at Örebro University. (megjelenés alatt)
- 2013 Nyelvészeti módszerek alkalmazási lehetőségei a szövegfolklorisztikában és a prozódiai vizsgálatokban. Számi jojkaszöveg-elemzések. Nyelvtudományi Közlemények 108, 269-284.

## Társadalmi tevékenység

### Szervezeti tagságok, tisztségek
- Reguly Társaság (elnök)[1]
- Magyar Néprajzi Társaság
- International Committee of Finno-Ugric Congresses (ICFUC) Magyar Nemzeti Bizottság